# 東次將

東次將（ε Vir / 室女座ε）中文名又作“太微左垣四”，是在室女座的一顆恆星。视星等2.83，是室女座的第三亮星。基于依巴谷卫星的视差测量，东次将距离太阳大约110光年，误差0.5光年。

## 特性
東次將是一顆光譜類型為G8III的黃巨星。质量是太阳的2.6倍，它在恒星演化中耗尽了核心的氢燃料，已经膨胀到超过十倍太阳半径，现在亮度是太陽的85倍。表面溫度5086K，散发出黄色调的光芒。1943年起，该星的光谱就作为分类其它恒星的基准点之一。该星在环绕银河的轨道上距离银河平面不超过200光年。有證據顯示東次將屬於金牛座中畢宿星團的一部分，是該星團的一員。

## 詞源
在西方的傳統名稱Vindemiatrix和Vindemiator是來自拉丁文的vindēmiātrix, vindēmitor，意思是"葡萄採收者"。另外，在中世紀還有Almuredin、Alaraph、Provindemiator、Protrigetrix、和Protrygetor等名稱。

## 外部連結
- Bright Star Catalogue （页面存档备份，存于）